# Missione San Francisco de Asís
La Mission San Francisco de Asís (in spagnolo: Misión San Francisco de Asís, "Missione San Francesco d'Assisi"), comunemente nota come Mission Dolores, è un complesso religioso del Mission District di San Francisco, in California fondato nel 1776 da padre Francisco Palóu con la supervisione di padre Junípero Serra: la chiesa originaria, realizzata tra il 1782 e il 1791, è l'edificio più antico della città (la fondazione della missione coincide infatti con la fondazione della città); completa il complesso una basilica eretta nel 1918. Si tratta uno dei simboli delle radici coloniali di San Francisco.
Il nome con cui la missione è comunemente nota, ovvero Mission Dolores, si deve alla vicinanza con la Laguna de Nuestra Señora de los Dolores o Arroyo de los Dolores.

## Descrizione

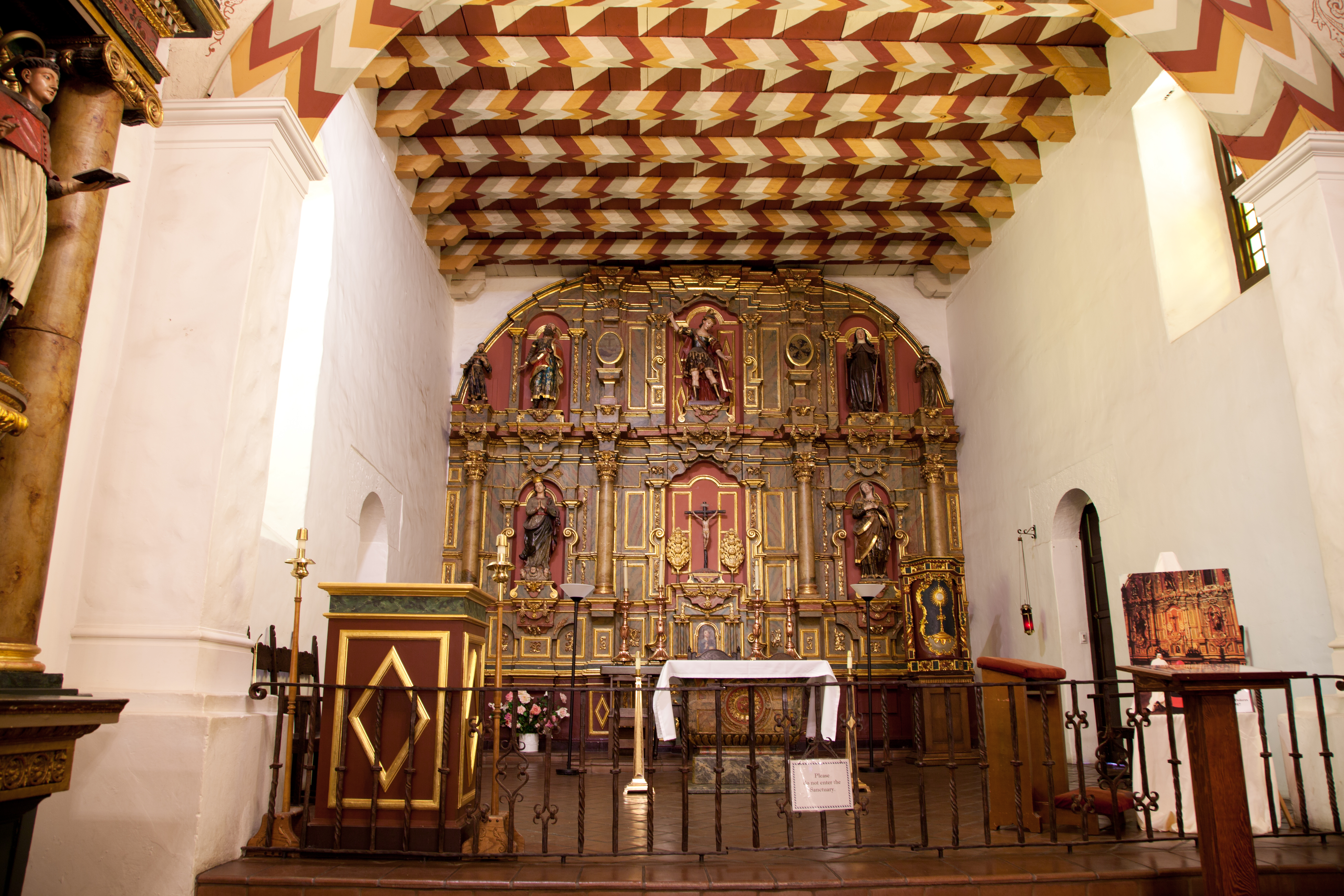
L'altare della cappella originaria

Il complesso si trova nella parte meridionale della città, tra la Dolores Street e la 15th Street, a nord del Mission Dolores Park.
L'edificio originario della missione, risalente al 1791, è di piccole dimensioni in confronto ad altri del genere, ma presenta delle mura molto spesse (dello spessore di 4 piedi) che ne hanno consentito la perfetta conservazione.
I soffitti dell'edificio originario sono sorretti da travi in sequoia e sono abbelliti da pitture che riprendono motivi dei nativi americani. All'interno si trova anche una pala d'altare dorata trasferita qui dal Messico nel 1780.; sotto l'altare si trova la tomba di José Joaquín Moraga, il primo comandante del presidio di San Francisco.
All'esterno dell'edificio originario si trova un cimitero, in origine più ampio e con lapidi di legno, in seguito andate distrutte: si tratta dell'unico cimitero di San Francisco costruito all'interno del perimetro cittadino. Vi sono sepolti personaggi importanti, tra cui Luis Antonio Arguello, il primo governatore della California sotto il dominio messicano, oltre che pionieri e circa 5.000 nativi delle tribù degli Ohlone e dei Miwok. Il cimitero ospita inoltre la cosiddetta "Grotta di Lourdes", eretta in memoria dei defunti dimenticati.
Vi si trova inoltre un giardino che comprende piante e fiori cari ai nativi americani.
Un tempo nella missione si trovava anche una statua in ricordo dei 5.000 nativi morti durante l'epidemia di morbillo degli anni 1804-1826, la statua però è stata rubata e mai più ritrovata: ne rimane soltanto il piedistallo, che reca la scritta "in memoria dei nostri fedeli indiani".

## Storia

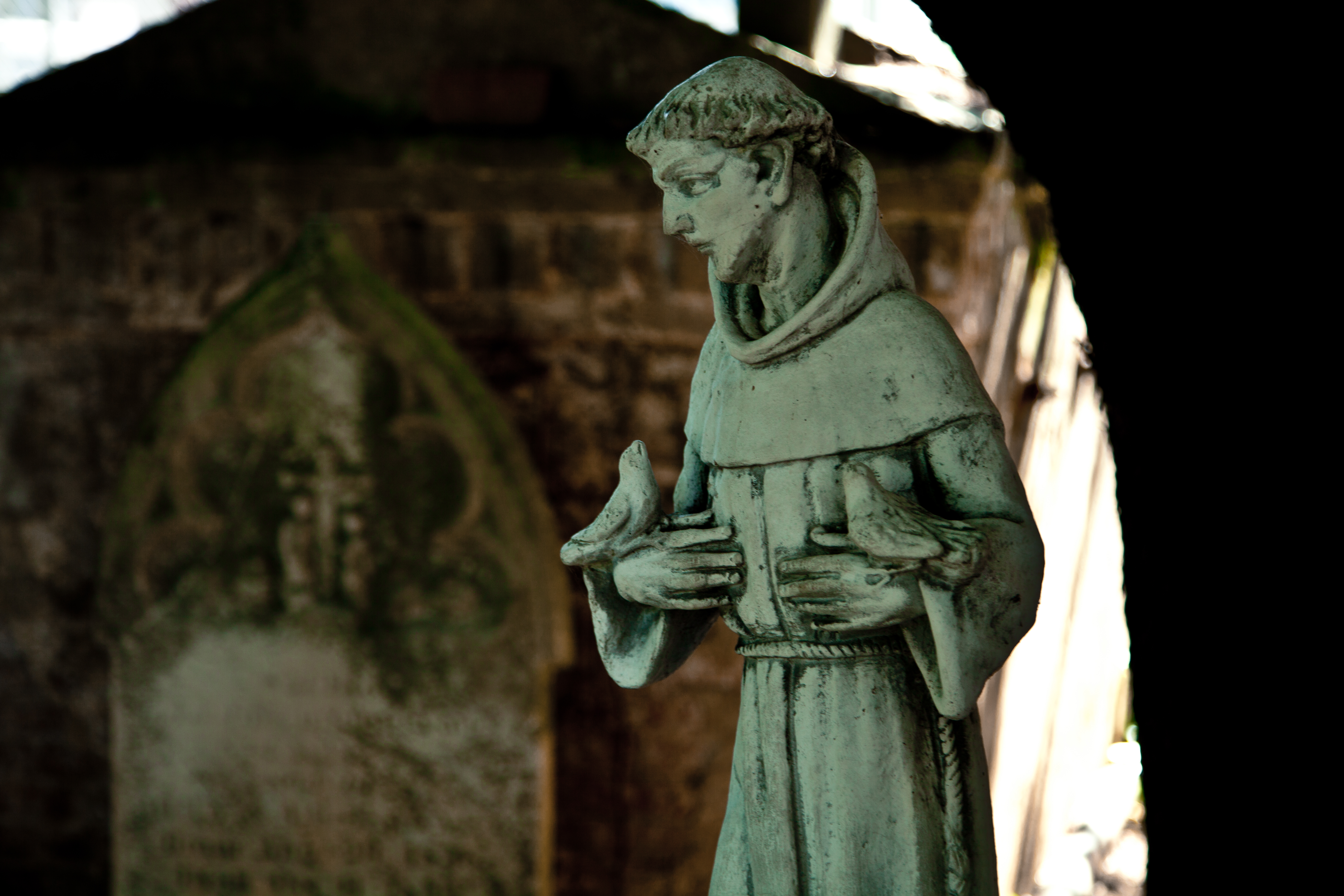
Statua di san Francesco d'Assisi all'interno della missione

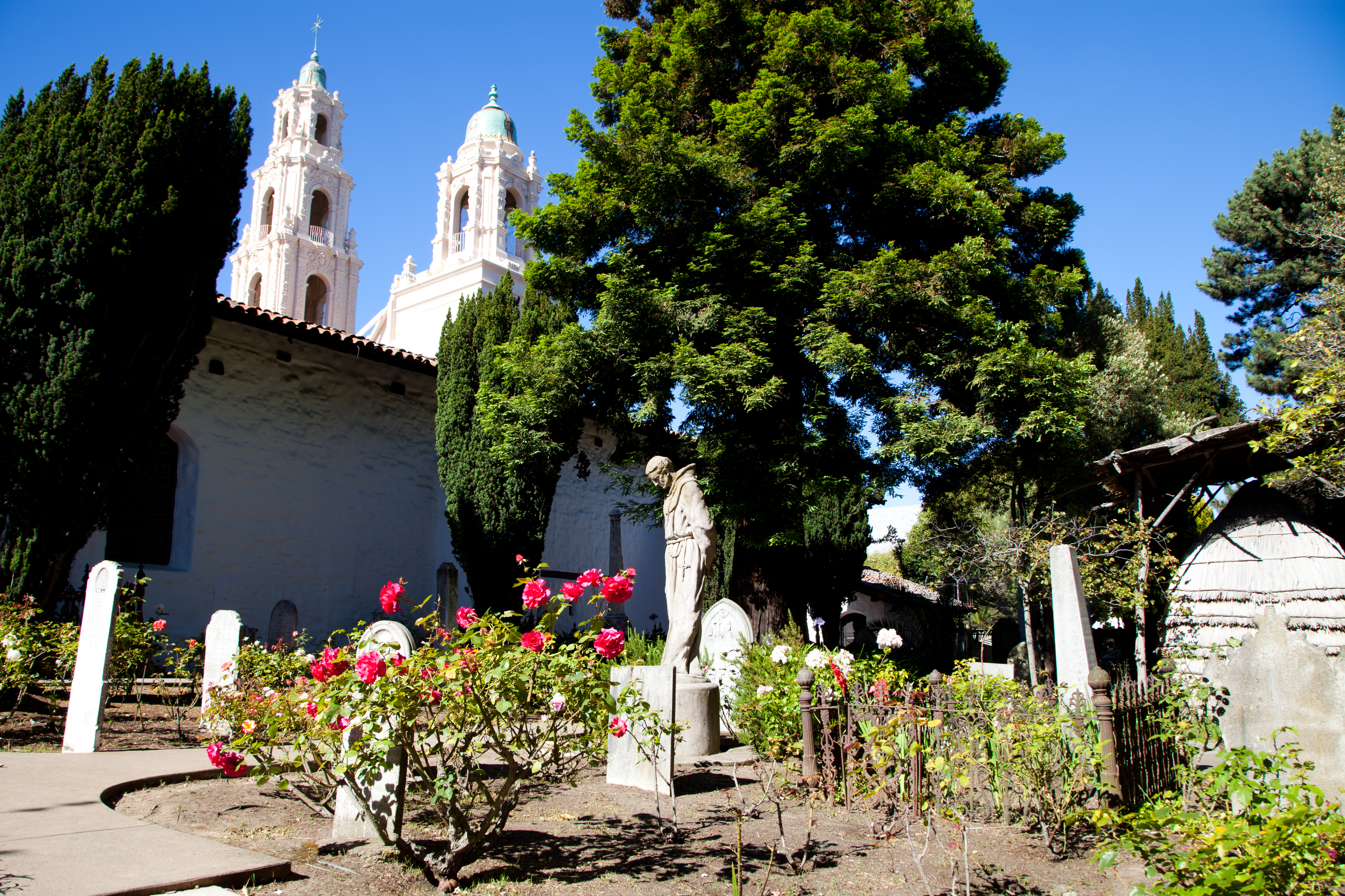
Cimitero e giardino della missione

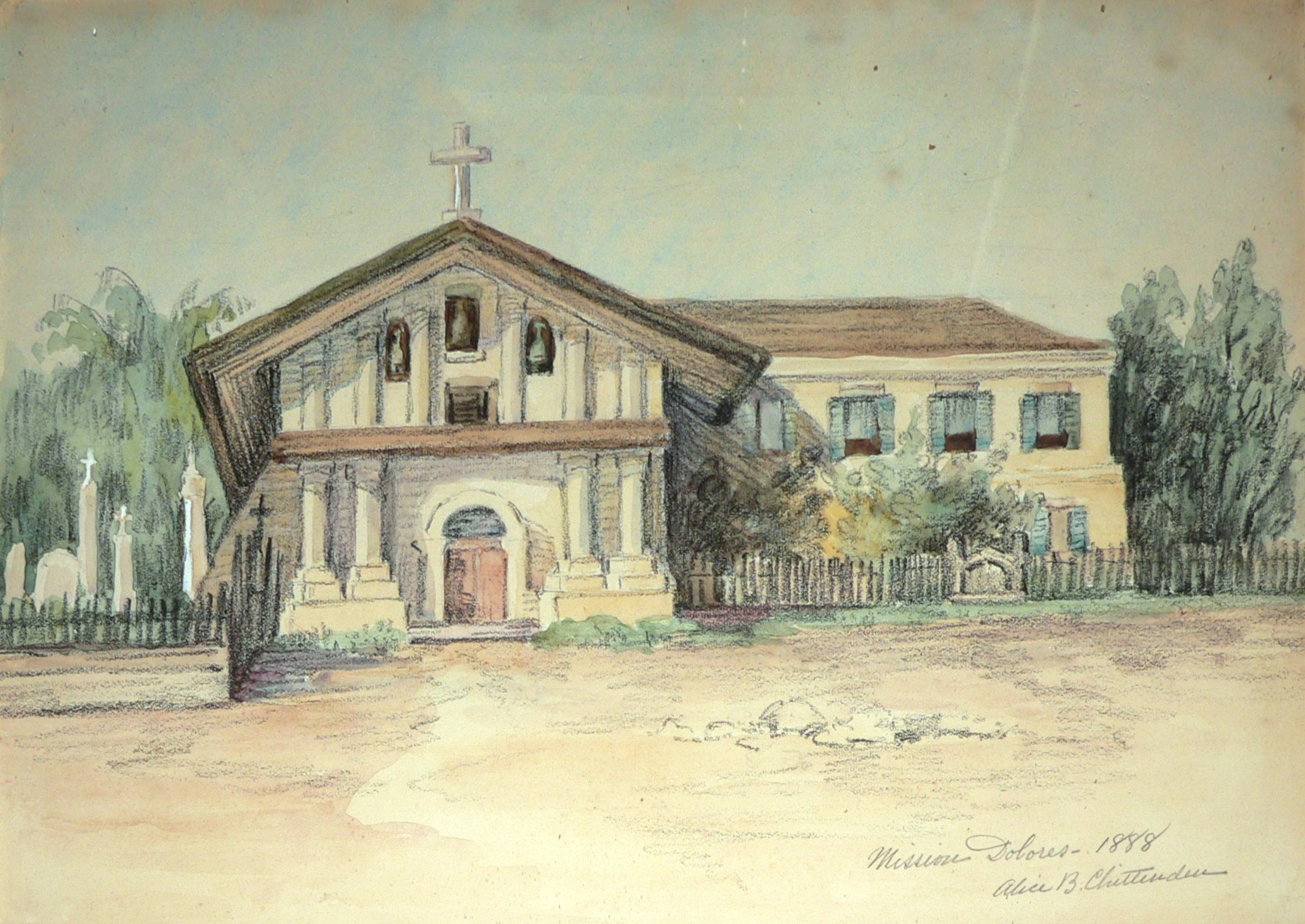
Mission Dolores in un disegno del 1887

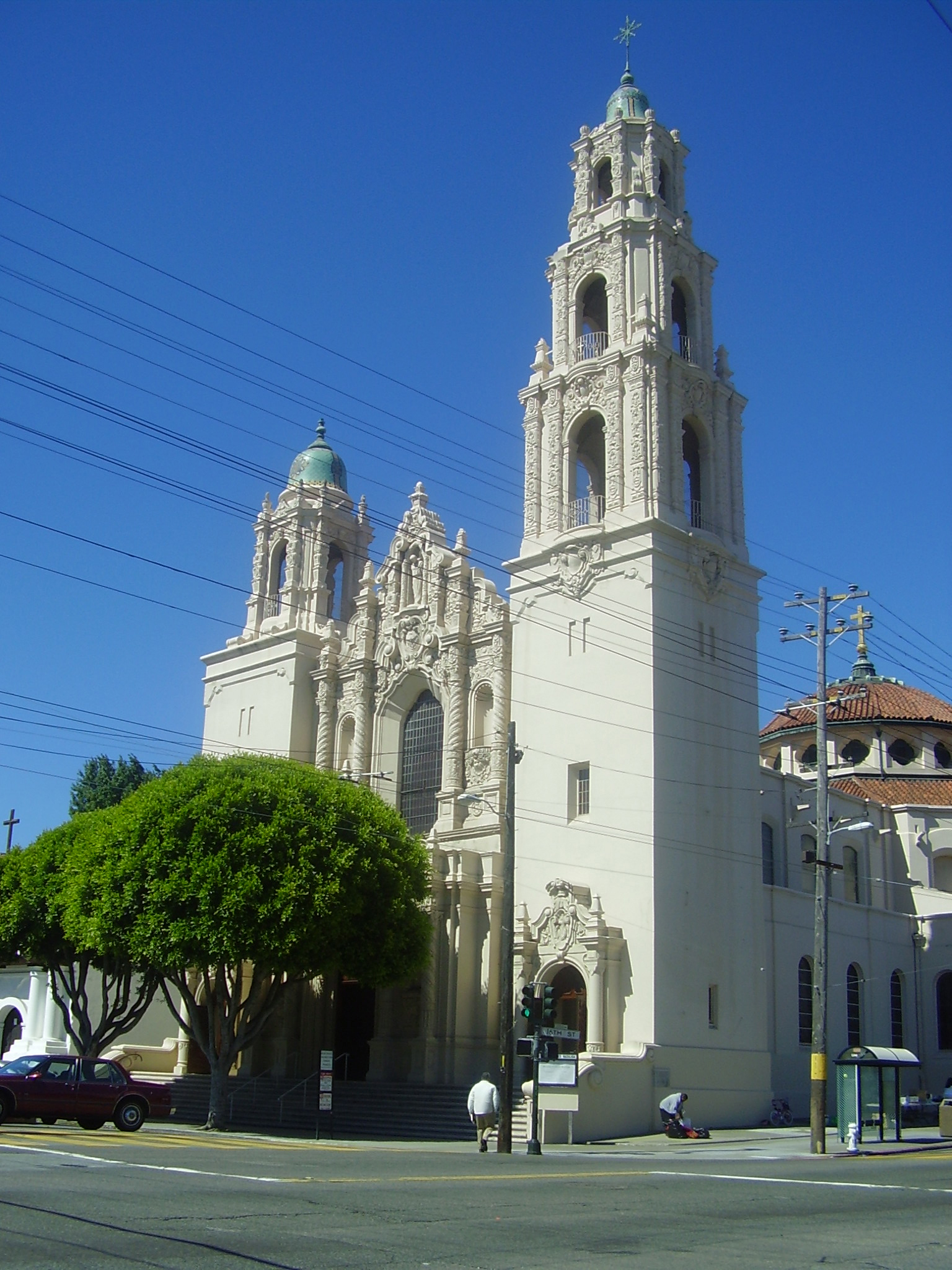
La basilica del 1918

La missione fu fondata ufficialmente il 29 giugno 1776, vale a dire cinque giorni prima della dichiarazione d'indipendenza degli Stati Uniti d'America da Padre Palou. La supervisione era di Padre Francisco Serra, che fece erigere 21 missioni lungo la costa della California.
Padre Palou si era imbarcato assieme a Padre Pedro Cambrón sulla nave San Carlos, salpata dal presidio di Monterey il 17 giugno 1776. Con loro si erano imbarcati anche un gruppo di coloni e 16 soldati spagnoli, guidati dal tenente José Moriaga e accompagnati da vedove e bambini di soldati e da 200 capi di bestiame.
Prima di giungere a destinazione, i due religiosi organizzarono un accampamento presso la Laguna de Nuestra Señora de los Dolores e il 29 giugno fu celebrata una messa in onore dei Santi Pietro e Paolo.
La nave giunse a destinazione il 18 agosto 1776. La costruzione della missione non iniziò però immediatamente: i Francescani dovettero infatti attendere l'autorizzazione delle autorità, comandate dal Capitano Rivera, contrario alla realizzazione della missione.
La costruzione iniziò così soltanto il 9 ottobre 1776, da molti considerata la reale data di fondazione della missione.
L'edificio originale fu realizzato con il contributo di nativi americani della tribù degli Ohlone che si erano convertiti al Cristianesimo e fu completato nel 1791.
La missione era infatti divenuta molto popolare tra i nativi, che - pur non comprendendo le idee religiose impartite loro dai Francescani - vi trovavano cibo e protezione.
A partire dagli anni trenta del XIX secolo si iniziò a chiamare la missione Mission Dolores.
Nel 1834, il governo messicano decise di chiudere Mission Dolores e le altre missioni. Mission Dolores fu anche il primo edificio ad essere secolarizzato.
Nel 1918, la missione fu ampliata con la costruzione di una basilica.
Nel 1920, l'edificio più antico della missione fu restaurato dall'architetto Willis Polk.

## La Missione nel cinema e nellefiction
- Mission San Francisco de Asís è stata utilizzata come location in una scena centrale del film del 1958, diretto da Alfred Hitchcock La donna che visse due volte (Vertigo)[6].